# Panurgus

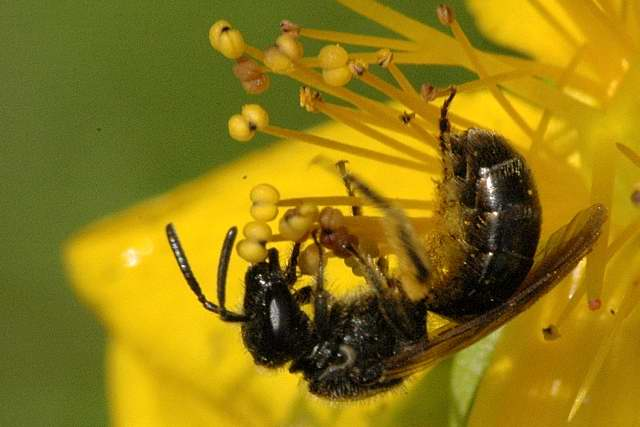
Panurgus calcaratus

Panurgus es  un género de abejas cavadoras de la familia Andrenidae, subfamilia Panurginae.

## Descripción
Las especies de Panurgus son de tamaño pequeño a mediano, de hasta 14 mm. La mayoría de las especies del subgénero Panurgus son casi totalmente negras. El pelo es relativamente ralo, pero los machos tiene vello facial largo, espeso y negro. La superficie del cuerpo es generalmente pelada y lustrosa. El abdomen tiene una forma aproximadamente romboide. 
Panurgus tiene una generación por año, los adultos se encuentran principalmente en el verano tardío. Dependen de asteráceas para el polen y prefieren flores de color amarillo. Hacen sus nidos en suelo arenoso o gredoso.

## Distribución
Las abejas de este género están limitadas a la región paleártica, desde las Islas Canarias hasta China y Japón.

## Especies
Subgénero Flavipanurgus Warncke, 1972
- Panurgus flavus Friese, 1897
- Panurgus fuzetus Patiny, 1999
- Panurgus granadensis Warncke, 1987
- Panurgus ibericus Warncke, 1972
- Panurgus merceti Vachal, 1910
- Panurgus venustus Erichson, 1835

Subgénero Panurgus Panzer, 1806
- Panurgus banksianus (Kirby, 1802)
- Panurgus calcaratus (Scopoli, 1763)

Subgénero Simpanurgus Warncke, 1972
- Panurgus acutus Patiny, 2002
- Panurgus afghanensis Warncke, 1972
- Panurgus annulipes (Lucas, 1846)
- Panurgus arctos (Erichson, 1806)
- Panurgus avarus Warncke, 1972
- Panurgus buteus Warncke, 1972
- Panurgus calceatus Pérez, 1895
- Panurgus canarius Warncke, 1972
- Panurgus canescens Latreille, 1811
- Panurgus canohirtus Friese, 1922
- Panurgus catulus Warncke, 1972
- Panurgus cavannae Gribodo, 1880
- Panurgus cephalotes Latreille, 1811
- Panurgus convergens Pérez, 1895
- Panurgus corsicus Warncke, 1972
- Panurgus cyrenaikensis Warncke, 1972
- Panurgus dargius Warncke, 1972
- Panurgus dentatus Friese, 1901
- Panurgus dentipes Latreille, 1811
- Panurgus farinosus Warncke, 1972
- Panurgus friesei Mocsary, 1894
- Panurgus frontalis Fabricius, 1804
- Panurgus intermedius Rozen, 1971
- Panurgus maroccanus Pérez, 1895
- Panurgus meridionalis Patiny, Ortiz-Sánchez & Michez, 2005
- Panurgus minor Warncke, 1972
- Panurgus nasutus Spinola, 1838
- Panurgus nigriscopus Pérez, 1895
- Panurgus niloticus Warncke, 1972
- Panurgus oblitus Warncke, 1972
- Panurgus ovatulus Warncke, 1972
- Panurgus perezi Saunders, 1882
- Panurgus phyllopodus Warncke, 1972
- Panurgus pici Pérez, 1895
- Panurgus platymerus Pérez, 1895
- Panurgus posticus Warncke, 1972
- Panurgus pyropygus Friese, 1901
- Panurgus rungsii Benoist, 1937
- Panurgus siculus Morawitz, 1872
- Panurgus sidensis Warncke, 1987
- Panurgus soikai Pittioni, 1950
- Panurgus vachali Pérez, 1895
- Panurgus variegatus Morawitz, 1876